# Síndrome de Barth
El síndrome de Barth (BTHS), también conocido como aciduria 3-metilglutaconio tipo II, es un extraño y a la vez serio desorden genético ligado al cromosoma X.  Aunque no siempre están presentes, las características cardinales de este desorden multiorgánico incluyen: cardiomiopatía (dilatada o hipertrófica, posiblemente con falta de compresión del ventrículo izquierdo y/o fibroelastosis de endocardio), neutropenia (crónica, cíclica, o intermitente), escaso desarrollo de la musculatura locomotora y visceral, retraso del crecimiento, intolerancia al ejercicio, anomalías de la cardiolipina, y acidosis 3-metilglutacónico. Ha sido documentada en más de 120 hombres hasta la fecha (véase Mutación del Gen Humano Tafazzin (TAZ) y la variación en la base de datos). Se cree que dicho síndrome se diagnostica extremadamente poco y se estima que está presente en uno de cada 300.000 nacimientos. Los familiares miembros de la Fundación Síndrome de Barth y sus afiliadas viven en Estados Unidos, Canadá, Europa, Japón, Sudáfrica, Kuwait y Australia.
El síndrome fue bautizado en honor del médico Peter Barth (neurólogo pediátrico) de los Países Bajos por su estudio y descubrimiento en 1983. Él describió un esquema de clases, mostrando que la enfermedad no era transmisible.

## Causa
Las mutaciones en el gen tafazzin  (TAZ, también llamado G4.5) están estrechamente relacionadas con el síndrome de Barth. El producto del gen tafazzin se cree que tiene una importante función en la aciltransferasa del complejo metabolismo lipídico. En 2008, el Dr. Kulik descubrió que todos los individuos BTHS sometidos a estudio tenían anomalías en sus moléculas cardiolipin, un lípido que se encuentra en el interior de las mitocondrias de las células. El cardiolipin está íntimamente ligado al transporte de iones de proteínas y en la estructura de membrana de la mitocondria que es el orgánulo que produce energía en la célula. El gen tafazzin humano, NG_009634, se sabe que tiene más de 10 000 pares de bases de longitud, y la longitud total del ARNm, NM_000116, es de 1.919 nucleótidos de longitud codificando once exones con una proyección de producción de proteínas de 292 aminoácidos y un peso molecular de 33,5 kDa. El gen tafazzin se encuentra en Xq28; el brazo más largo del cromosoma X. Las mutaciones del tafazzin que causan el Síndrome de Barth se pueden agrupar según su efecto en: fallo en el tacto, ausencia de tacto, ausencia, bajo estado anímico, fragilidad (véase Tafazzin Humano (TAZ) Mutación de genes y tabla de variaciones). Hasta la fecha, el síndrome de Barth se ha localizado exclusivamente en hombres.

## Fundación Síndrome de Barth
La Fundación Síndrome de Barth (BSF), junto con sus afiliadas, son las únicas organizaciones voluntarias del mundo dedicadas a salvar vidas desde la educación, avances en el tratamiento, y la búsqueda de una cura para el Síndrome de Barth. La Fundación del Síndrome de Barth patrocina conferencias para las familias afectadas, incluyendo a médicos y científicos cada dos años.
La fundación fue creada por Shelley Bowen, madre de dos varones con el síndrome de Barth que fallecieron, el primero, Evan, el 23 de julio de 1990 a la edad de 4 años, mientras que Michael, falleció el 9 de diciembre de 2009 a los 23 años, después de haber recibido el diagnóstico y el tratamiento para aminorar las consecuencias de la enfermedad en 1996 a los 10 años.